# Diamonds for Breakfast
Albums de Amanda Lear
Never Trust a Pretty Face Incognito
Diamonds for Breakfast est le quatrième album studio d'Amanda Lear sorti en 1980.
La pochette de l'album a été réalisée par Pierre & Gilles.

## Titres

### Édition originale
- Face A :

1. Rockin' Rollin' (I Hear You Nagging) (Anthony Monn / Amanda Lear) 3:05
2. I Need A Man (Anthony Monn - Dieter Kawohl - Amanda Lear) 3:40
3. It's Better Life (Anthony Monn / Amanda Lear) 4:30
4. Oh Boy (Anthony Monn / Amanda Lear) 4:30
5. Insomnia (Charly Ricanek / Amanda Lear) 3:15

- Face B :

1. Diamonds (Anthony Monn / Amanda Lear) 4:55
2. Japan (Anthony Monn / Amanda Lear) 3:15
3. Fabulous 'Lover, Love Me (Rainer Pietsch / Amanda Lear) 5:25
4. Ho Fatto L'Amore Con Me (Cristiano Malgioglio) 3:15
5. When (Rainer Pietsch - Anthony Monn - Amanda Lear) 3:25

Durée totale : 39:15

### Édition alternative
En Italie la chanson When est interprétée en italien sous le titre Ciao.

## Dédicaces
Sur la pochette de l'album Amanda Lear y inscrit cette dédicace :
"To me, every tear, every frustration, every heartache is a precious diamond which lingers in my mind. Good and bad experiences, pleasure and pain, are the richness of which I am proud. I pity people without feelings, they don't have diamonds for breakfast.
Amanda Lear"
en voici la traduction :
Pour moi, chaque larme, chaque frustration, chaque chagrin d'amour est un diamant précieux qui persiste dans mon esprit. Bonnes et mauvaises expériences, le plaisir et la douleur, sont la richesse dont je suis fier. Je plains les gens sans sentiments, ils n'ont pas de diamants pour le petit-déjeuner.
Amanda Lear ".

## Classements
| Classements (1980) | Meilleure position |
| ------------------ | ------------------ |
| Allemagne          | 43                 |
| Autriche           | 11                 |
| Norvège            | 10                 |
| Suède              | 4                  |

## Singles associés à l’album
- Fabulous 'Lover, Love Me - 1979 (#8 Suède, #25 Allemagne)
- Diamonds - 1980 (#7 Norvège, #18 Suède, #30 Allemagne)
- Ho Fatto L'Amore Con Me - 1980 (#28 Italie) (Ciao sur la face B)
- Solomon Gundie - 1980 (#36 Allemagne) (pas inclus sur l’album mais le titre Rockin' Rollin' (I Hear You Nagging) sur la face B si)